# Белоглава калугерица
Белоглавата калугерица (Vanellus albiceps) е вид птица от семейство Дъждосвирцови (Charadriidae).

## Разпространение
Видът е разпространен в Ангола, Бенин, Ботсвана, Буркина Фасо, Габон, Гамбия, Гана, Гвинея, Гвинея-Бисау, Екваториална Гвинея, Замбия, Зимбабве, Камерун, Демократична република Конго, Република Конго, Кот д'Ивоар, Либерия, Малави, Мали, Мавритания, Мозамбик, Намибия, Нигер, Нигерия, Руанда, Сенегал, Сиера Леоне, Судан, Танзания, Того, Централноафриканската република, Чад, Южна Африка и Южен Судан.